# Heinrich von Büren (Domherr, † 1414)
Heinrich von Büren (* um 1336; † 23. Oktober 1414) war ein römisch-katholischer Geistlicher, Dompropst in Paderborn und Domherr in Münster.

## Leben
Heinrich von Büren entstammte dem Geschlecht der Edelherren von Büren und war der Sohn des ehemaligen Domherrn Bertold V. von Büren und dessen Gemahlin Maria von Brederode. Der Domherr Heinrich von Büren, sein Onkel, war Domherr von 1322 bis 1376. Der gleichnamige Heinrich von Büren, Domherr von 1322 bis 1351, kam ebenfalls aus dem Geschlecht der Edelherren von Büren.

## Wirken
Das Kapitelstatut vom 21. September 1313 wurde von ihm nachträglich gesiegelt. Erstmals am 22. Dezember 1361 findet er als Domherr zu Münster urkundliche Erwähnung. Er war bischöflicher Kaplan und besaß die Archidiakonate Ottenstein, Herbern, Nordhorn und Schüttorf. 1392 wurde er Domherr in Paderborn und bekleidete hier von 1400 bis 1414 das Amt des Dompropstes.